# Das Dritte Reich (Fernsehserie)
Das Dritte Reich  ist eine vierzehnteilige Doku-Serie über die NS-Zeit, 1933–1945, aus den Jahren 1960/61
von Heinz Huber, Artur Müller und Gerd Ruge.

## Hintergrund
Die Doku-Serie war ein frühes zeitgeschichtliches Projekt des Deutschen Fernsehens, das sich mit dem besagten Thema befasste. Sie war eine Gemeinschaftsproduktion des NWRV Köln mit dem Süddeutschen Rundfunk, welche die zuvor ausgestrahlte Doku-Serie Die Weimarer Republik fortsetzte. Die für die Produktion der Doku-Serie verantwortliche Redaktion bestand aus Heinz Huber, Artur Müller und Gerd Ruge. Hannes Hoff und Eberhard Leube übernahmen Assistenzaufgaben. Der Münchner Publizist Kurt Zentner steuerte dem Projekt Dokumentationsmaterial bei. Eine wissenschaftliche Beratung erfolgte durch Waldemar Besson und Heinz D. Stuckmann. Die Dokuserie wurde innerhalb von 18 Monaten geplant und realisiert. Es wurden Archive in Rom, Paris, Stockholm, Kopenhagen, London, Warschau sowie den USA genutzt und dabei 500.000 Meter Film gesichtet. Die Herstellungskosten betrugen ungefähr 702.000 Deutsche Mark. Jede Folge widmet sich einem thematischen Schwerpunkt, die erste Folge beispielsweise der Machtergreifung. Nur eine Folge, die achte Folge Der SS-Staat, beschäftigte sich mit der Judenverfolgung. In vielen Passagen des Films wurde Propagandamaterial unkommentiert verwendet. Hochrangige Zeitzeugen, Ritterkreuzträger kamen in der Doku-Serie zu Wort, jüdische Überlebende des Holocaust jedoch nicht.
Die erste Folge wurde erstmals am Freitag, den 21. Oktober 1960 zur Hauptsendezeit in der ARD ausgestrahlt. Die weiteren Folgen wurden alle vierzehn Tage zumeist ebenfalls zur Hauptsendezeit, vereinzelt aber auch erst nach 22 Uhr ausgestrahlt. Die Folgen besaßen eine unterschiedliche Länge, zwischen 45 und 70 Minuten. Die Gesamtsendelänge lag bei ungefähr 700 Minuten. Im Durchschnitt erreichte die Dokumentationsserie 58 Prozent der Fernsehzuschauer, eine Quote die damals nur Sport- oder Unterhaltungssendungen erzielten. Für die Folge Der SS-Staat erhielten Heinz Huber und Artur Müller den Adolf-Grimme-Preis 1964. Anlässlich einer Wiederholung erschien 1964 ein Begleitbuch zur Serie. Ein solches Begleitbuch stellte eine Neuheit zur damaligen Zeit dar. Als Fortsetzung zu Das Dritte Reich wurde die Doku-Serie Deutschland nach dem Kriege produziert.
Der Historiker Sönke Neitzel beschrieb in der Doku-Serie Das Erbe der Nazis, aus den Jahren 2015/16, die Doku-Serie Das Dritte Reich als einen missglückten Versuch, sich kritisch mit der NS-Geschichte auseinanderzusetzen. Es sei ein Erinnerungsfernsehen gewesen, mit wenig kritischer Auseinandersetzung, das sich somit wenig schmerzhaft zeigte und daher selbst für Nationalsozialisten verträglich war. Der Medienhistoriker Edgar Lersch sieht die wesentliche Funktion dieser Serie, deren Fotografien und Filmsequenzen zum erheblichen Teil auch aus Material der Propagandatruppen bestand, wie folgt: „Die Reihe ist auf Adolf Hitler als Quelle allen Übels fixiert. Bereits seine ersten Paladine werden in der Regel als seine willenlosen Werkzeuge bezeichnet. […] Erste Opfer Hitlers waren die Deutschen selbst“.

## Liste der Folgen
1. Die Machtergreifung, 1960
2. Die Gleichschaltung, 1960
3. Geist und Ungeist, 1960
4. Deutschland und die anderen, 1960
5. Die Generalprobe, 1960
6. Der Weg in den Krieg, 1961
7. Die Blitzkriege, 1961
8. Der SS-Staat, 1961
9. Frontwechsel, 1961
10. Der Rußlandfeldzug, 1961
11. Die anderen Fronten, 1961
12. Totaler Krieg und Widerstand, 1961
13. Der Anfang vom Ende, 1961
14. Das Ende, 1961